# Decretos de Chamartín

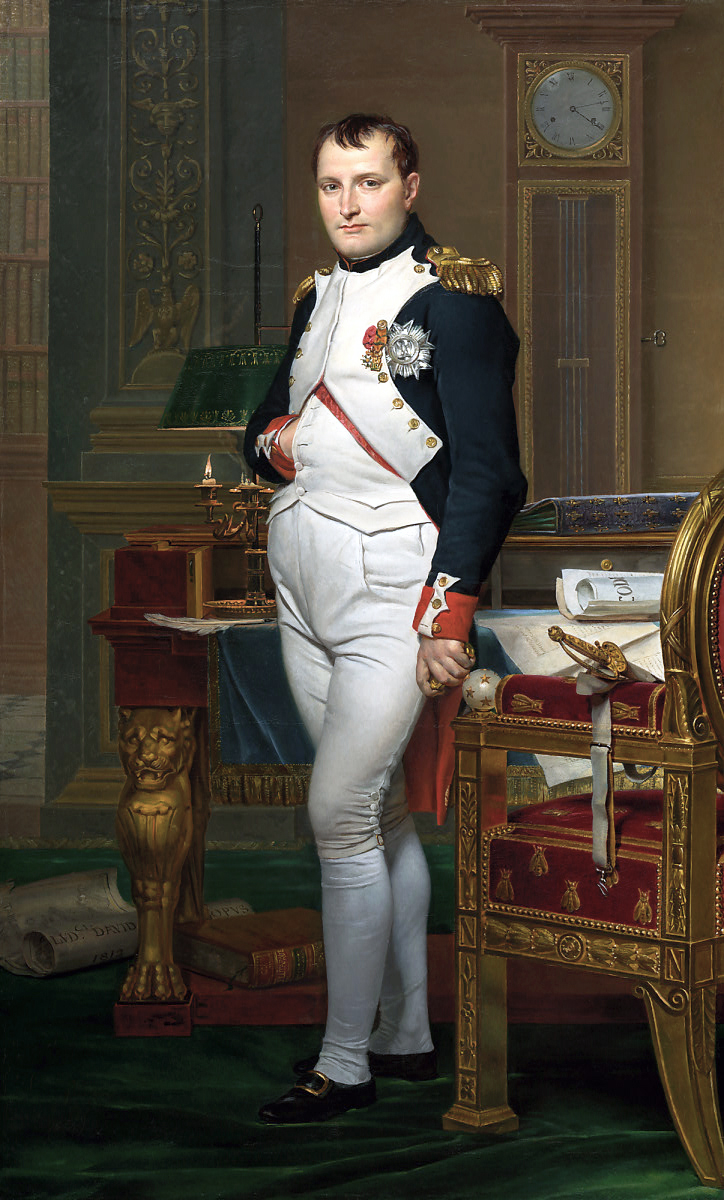
Napoleón en su despacho de las Tullerías, Jacques Louis David, 1812

Los llamados decretos de Chamartín fueron unos decretos firmados por Napoleón Bonaparte el 4 de diciembre de 1808 —nada más haber conseguido la rendición de Madrid— por los que abolía el Antiguo Régimen en España, incluyendo el feudalismo y la Inquisición española. Son llamados así por la localidad donde fueron sancionados por Napoleón, Chamartín de la Rosa, hoy un distrito de Madrid. Los decretos sólo tuvieron vigencia en la España "afrancesada", la que estaba bajo la autoridad de José I Bonaparte y del ejército francés, y no se aplicaron en la España "patriota" en la que las Cortes de Cádiz detentaban el poder en nombre de Fernando VII, cautivo en Francia, único rey al que reconocían.

## Antecedentes
En virtud de las abdicaciones de Bayona los derechos de la Corona española pasaron a Napoleón Bonaparte y éste los cedió a su vez a su hermano José I Bonaparte. Sin embargo, el cambio de dinastía no fue aceptado por buena parte de los españoles. La revuelta antifrancesa iniciada en Madrid el 2 de mayo de 1808 se extendió por todo el país, formándose juntas que asumieron el poder en nombre del rey que consideraban legítimo, Fernando VII, y le declararon la guerra al Imperio napoleónico. Al mismo tiempo Bonaparte convocó en Bayona a un centenar de "notables" españoles para que elaboraran la Constitución de la nueva monarquía josefina.
En la redacción final de la llamada "Constitución de Bayona" Napoleón aceptó algunas sugerencias de los "notables" que habían acudido dispuestos a apoyar a la nueva monarquía bonapartista, especialmente la de que no se incluyera en su articulado la abolición de la Inquisición española y de que se esperara a suprimirla a que José I hubiera ocupado el trono y hubiera alcanzado un acuerdo con la jerarquía eclesiástica española.
Mientras tanto los españoles "patriotas" que no reconocían las abdicaciones de Bayona formaron un ejército e infligieron una severa derrota a las tropas francesas en la batalla de Bailén (19 de julio de 1808). Esta victoria "patriota" obligó al rey José I Bonaparte a abandonar Madrid, a donde había llegado justo un día después de la batalla. Entonces Napoleón decidió intervenir personalmente en España y al frente de un poderoso ejército cruzó la frontera en noviembre, consiguiendo ocupar Madrid al mes siguiente.

## Los decretos

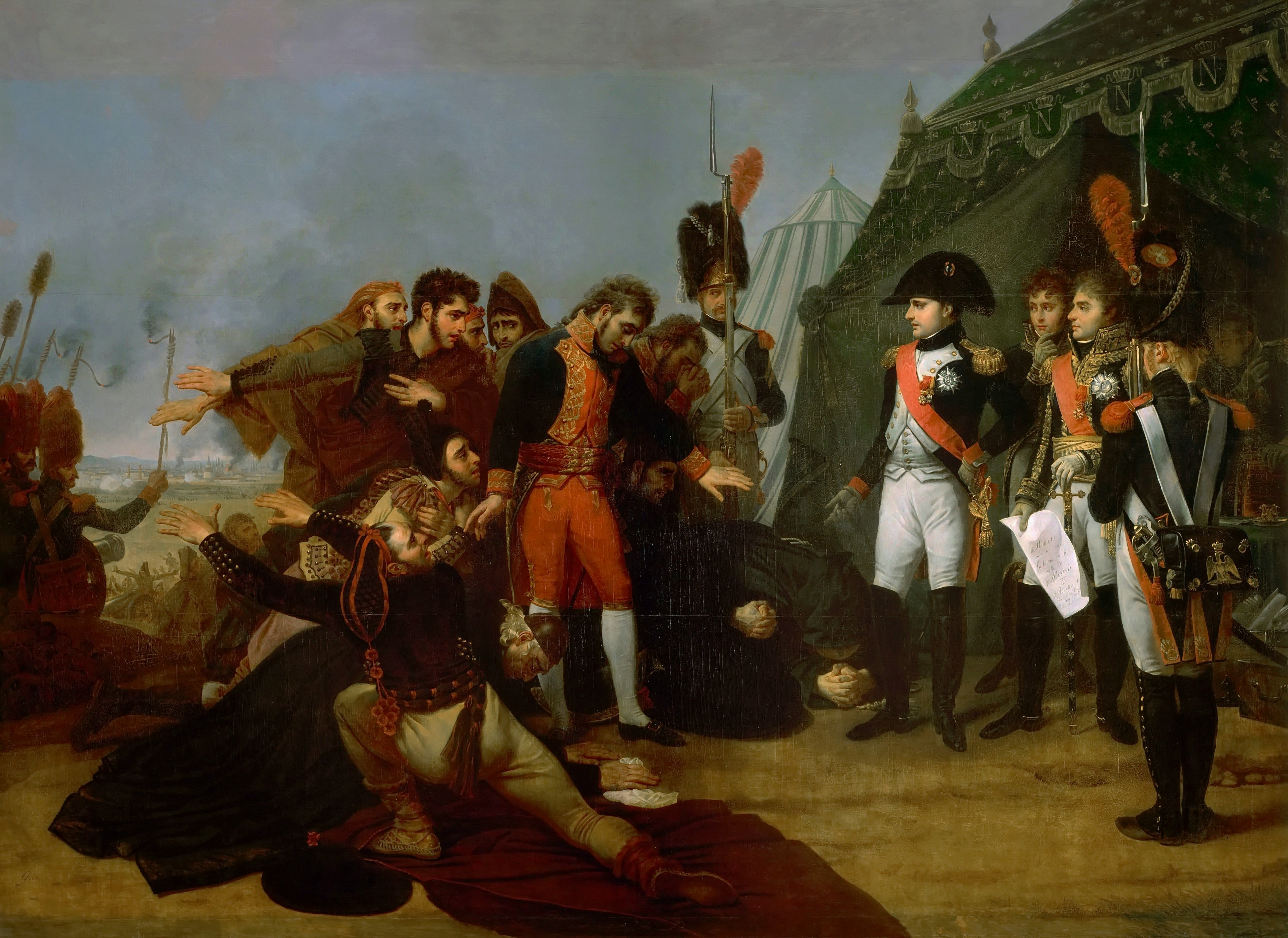
Cuadro de Antoine-Jean Gros (1810) que representa la capitulación de Madrid ante Napoleón el 4 de diciembre de 1808. "Se muestra a los españoles inclinando la cabeza y arrodillándose servilmente ante el emperador. Este lienzo expuesto en el Salón de 1810 representaba el restablecimiento del poder militar francés en España tras la derrota de Bailén. En el lienzo de Gros podemos ver como el gobernador de Madrid, Tomás Morla, al frente de la delegación española, inclina su cabeza ante el emperador que le reprende; monjes, curas, ciudadanos y majos suplican a Napoleón que evite el bombardeo de la ciudad. Esta escena servil pintada por Gros tiene sin embargo dos contrapuntos, como hiciera notar Albert Boime: tras la espalda del gobernador Morla un patriota español mira gallardo y furioso a Napoleón; mientras tanto, Napoleón adopta una pose carente de la seguridad y de la autoridad habitual".

Cuando se encontraba a las afueras de Madrid, en la localidad de Chamartín, Napoleón promulgó el 4 de diciembre de 1808 unos decretos que ponían fin de un plumazo al Antiguo Régimen en España. Declaró abolido el "feudalismo", redujo a un tercio el número de conventos de las órdenes religiosas, eliminó las aduanas interiores y suprimió el Consejo de Castilla y la Inquisición española.
Pero los decretos planteaban un problema jurídico, porque iban firmados por Napoleón no por el rey José I, suprema autoridad, al menos en teoría, de la Monarquía que había surgido de las abdicaciones de Bayona. La interpretación que hacen los historiadores Emilio La Parra y María Ángeles Casado, es que «el 4 de diciembre de 1808 Napoleón no consideró que en ese momento su hermano fuera rey de España, si bien enseguida dio los pasos oportunos para "restablecerlo" en el trono». En todo caso, continúan diciendo, los decretos fueron publicados en la Gazeta de Madrid, «el periódico destinado a transmitir a la población las decisiones oficiales, y una vez restablecido en el trono, José I no lo[s] derogó». En conclusión, «lo que Napoleón decidió amparado en el derecho de conquista, su hermano lo asumió y convirtió en norma aplicable en su reino», como "ley del Estado", tal como se decía en el decreto de abolición de la Inquisición.
En el decreto de abolición de la Inquisición, publicado en la Gaceta de Madrid el 11 de diciembre, se decía que el Tribunal quedaba suprimido «como atentatorio a la soberanía y a la autoridad civil» y se ordenaba que sus bienes pasaran a «la Corona de España para servir de garantía a los vales y cualesquiera otros efectos de la Deuda de la Monarquía». Este cambio de actitud de Napoleón respecto de la Inquisición, según Emilio La Parra y María Ángeles Casado, se explica por razones propagandísticas –así se presentaba ante los franceses y ante toda Europa como el libertador de los pueblos oprimidos por el fanatismo religioso- y también porque ya no le servía «para sujetar a la población al soberano establecido, que según Napoleón solo podía ser su hermano [José I]».
La reacción de los madrileños a los "decretos de Chamartín", según informó el embajador La Forest, fue de agrado respecto de la supresión de los derechos feudales y de las aduanas interiores e incluso la del Consejo de Castilla, pero la abolición de la Inquisición sólo fue bien acogida por la minoría de ilustrados —los que serán conocidos como los "afrancesados"— y con indiferencia por el pueblo, que sí rechazó la reducción de las órdenes religiosas.
Según el hispanista francés Joseph Pérez, «esas medidas tan radicales cogen desprevenidas a las minorías españolas, que nunca pensaron que se llegaría tan lejos».